# Võ thuật Triều Tiên
Võ thuật Triều Tiên (Hangul: 무술, Hanja: 武術, musul or Hangul: 무예, Hanja: 武藝, muye) là những môn võ thuật có xuất xứ từ Triều Tiên trước khi phân tách thành hai quốc gia riêng biệt Hàn Quốc và CHDCND Triều Tiên. Võ thuật Triều Tiên có 2 loại: Võ thuật không vũ trang gồm Taekkyon, Taekwondo, vật truyền thống Ssrieum, Hapkido (Hiệp Khí Đạo), Subak và Tang Soo Do; có vũ trang gồm Kiếm thuật Hàn Quốc/ Triều Tiên (thường gọi là Kumdo), bắn cung Hàn Quốc (Gungdo).